# 灯盏糕
灯盏糕是福建闽西连城和长汀的传统小吃，也是浙江温州的特色名点，是一种油炸食品。因其外形酷似古代扁圆形的菜油灯盏，而得名“灯盏糕”。
外皮原料为大米与黄豆浸泡后磨成的米浆，馅料以小段的葱白或刨成细丝的萝卜等作主料，再加上猪肉或鸡蛋（也有牛肉、雞肉等其他多種選擇）為餡，用新鲜的猪油炸制。油炸时，先将浓浓的米浆浇在铁制的平底圆托上，再置入沸油中炸，米浆受热迅速脱离托盘，而成椭圆球形半浮在油中。油炸到通身金黄色时，即可捞出待食用。通常是，现做现卖，保持“灯盏糕”的浓郁荟聚的米香、豆香、油葱香和肉香，以及灯盏糕的边缘的脆口。